# Bezirksklinikum Ansbach
Das Bezirksklinikum Ansbach ist ein psychiatrisches Fachkrankenhaus in Ansbach. Die Träger sind die Bezirkskliniken Mittelfranken.

## Geschichte
Die Klinik wurde im Jahr 1902 als „Kreisirrenanstalt“ gegründet. Sie diente ursprünglich zur Entlastung der bereits bestehenden Kreisirrenanstalt Erlangen. Sie wurde damals nach aktuellem Forschungsstand in der Psychiatrie angelegt. So liegt diese außerhalb der damalige Kreishauptstadt Ansbach, jedoch nicht wesentlich um die Irren abzusondern, sondern um diesen in den weitläufigen Parkanlagen heilsame Spaziergänge zu ermöglichen und in, nach damaligem Standard kleinen Häusern, eine Betreuung je nach Krankheitsbild zu ermöglichen. 

### Zeit des Nationalsozialismus
Ansbach war, wie alle Heil- und Pflegeanstalten, in die Verbrechen während der Zeit des Nationalsozialismus involviert. Zwischen 1934 und 1943 wurden im Rahmen des Gesetzes zur Verhütung erbkranken Nachwuchses 379 Patienten zwangssterilisiert. 
Zwischen Oktober 1940 und April 1941 wurden von hier 892 Patienten in sieben Transporten im Rahmen der Aktion T4 in Tötungsanstalten verlegt. Dabei diente Ansbach jeweils vier bis sechs Wochen lang auch als Zwischenanstalt für aus anderen Einrichtungen verlegte Patienten. 
Schon 1941 wurden in Ansbach zweierlei Lebensmittelrationen eingeführt – den Hungerkost-Erlaß von Walter Schultze vom November 1942 vorwegnehmend. Hierdurch starben insgesamt 1.200 Patienten.
1941 richtete der Reichsausschuß zur wissenschaftlichen Erfassung von erb- und anlagebedingten schweren Leiden eine Kinderfachabteilung in Ansbach ein. Von 306 Kindern starben unter der Ärztin Irene Asam-Bruckmüller 156 Kinder im Alter von einer Woche bis hin zu 16 Jahren durch Unterernährung oder der Zufuhr von Beruhigungsmitteln. Anstaltsleiter war in dieser Zeit Hubert Schuch. Das Verfahren gegen Asam-Bruckmüller wurde am 2. Dezember 1968 eingestellt. Auch Schuch wurde nicht verurteilt.
2004 wurde beschlossen, die Trägerschaft in die Bezirkskliniken Mittelfranken zu übertragen.
2012 wurde ein Mahnmal für die Opfer der Euthanasie eingeweiht.

## Einrichtung
Das Haus verfügt über die Kliniken für Psychiatrie, Psychotherapie und Psychosomatik (403 Betten) und Tagesklinik, für Neurologie (45 Betten), für geriatrische Rehabilitation (45 Betten), für Psychiatrie, Psychosomatik und Psychotherapie des Kindes- und Jugendalters (41 Betten) und Tagesklinik, und für forensische Psychiatrie (148 Betten).